# ロジェー・ワーグナー合唱団
ロジェー・ワーグナー合唱団（The Roger Wagner Chorale）は、アメリカを代表する混声合唱団である。

## 創設
1945年に合唱指揮者ロジェー・ワーグナーが、ロサンゼルス市が主催する青年合唱団の音楽監督に就任。翌年、ワーグナー自らの名を冠した「ロジェー・ワーグナー合唱団」が結成された。

## 活動
発足以来、現在までに80枚以上のアルバムを発表。また世界各地で演奏活動を行ない、1953年にはイギリス女王エリザベス2世の戴冠式においてバックコーラスを勤めた。1974年にはアメリカ国務省の文化使節としてソビエト連邦（当時）への演奏旅行を行った。また、後に全米を代表するポピュラー歌手となるサリー・テリー（Salli Terri）は、ロジェー・ワーグナーによってその才能を見出され、設立当初から同合唱団の演奏活動に深く関わってきた。
1958年アカデミー賞オペラ・合唱部門を受賞。日本にも1963年9月以来、十数回にわたって来日し、公演を行なっている。
1992年、ロジェー・ワーグナーが死去して以降は、娘のジャニーヌ・ワーグナー（Jeannine Wagner）が指揮者を務めている。